# 松永美穂 (ラグビー選手)
松永 美穂（まつなが みほ、1992年11月27日 - ）は、日本の女子ラグビーユニオン選手でチームの主将。

## プロフィール
- 神奈川県出身[1]。
- ポジションはプロップ(PR)。バスケット選手時代のポジションはセンター。
- 身長 172cm、体重 74kg
- 愛称はレオ。
- 7人制女子日本代表に選ばれたことがある[2]。

## 略歴
学生時代はバスケットボールをやっており、大学4年生からラグビーを始めた。
成城学園高校、東京女子体育大学、千葉ペガサスを経て、2019年、YOKOHAMA TKMに入る。